# 張位
張位（1534年—1605年），字明成，號洪陽，江西南昌府新建縣人，明朝重臣，隆慶戊辰進士，官至禮部尚書。

## 生平
嘉靖三十七年（1558年）戊午江西鄉試第二名舉人，隆慶二年（1568年）戊辰科會試第二名，殿試第二甲第三十一名進士。改庶吉士，授翰林院編修，編修《世宗實錄》。后以救吴中行、赵用贤忤张居正意，劝其遵制丁忧，谪徐州同知。用荐擢南京尚寳司丞，萬曆十一年（1583年）十月升左中允，管國子監司業事。十二年二月升司经局洗马兼翰林院修撰、掌局事，三月进國子監祭酒，仍充经筵讲官，疏陈國學事宜六事。十一月升詹事府少詹事兼翰林院侍读学士、掌院事，充經筵日講官，纂修會典。十三年十二月升詹事，十四年升礼部右侍郎，十五年五月賜驰驿回籍。十六年十月起復原职，因第一次妖書案獲罪，十七年三月以病辞，允之。
萬曆十九年（1591年）起復吏部左侍郎兼東閣大學士，九月神宗派行人劉景辰至家行取张位入京任职，二十年正月又差行人诸葛表催赴京，四月至京，入阁办事，二十二年二月以玉牒成，加太子太保，後进礼部尚書，改任文淵閣大學士，二十五年五月叙延镇功，加少保兼太子太保、吏部尚書，进武英殿大學士。二十六年六月，明軍在朝鲜战场上失利，赞画主事丁应泰弹劾楊鎬与次辅张位、三辅沈一贯密书往来，交结欺弊，神宗大怒，杨镐被革任回籍，张位冠带闲住，不久又去冠带为民，遇赦不宥。回鄉隱居於南昌南湖，僻湖上小洲為別墅，取名“杏花樓”。以文會友，曾與湯顯祖、劉應秋等人於此飲酒縱詩。熹宗天啟年間，追贈太保，諡文莊。

## 著作
張位貫通經史，工詩善文，著有《閒雲館集鈔》六卷、《叢桂山房匯稿》、《詞林典故》一卷、《問奇集》、《警心類編》、《史職議》一卷等。

## 家族
曾祖父張瑞，壽官 贈府同知；祖父張元春，知府 食從三品俸進階亞中大夫；父張賀，光祿寺署丞。母陳氏。慈侍下。兄儒、伯、作（貢士）、準。弟佩、化、份、仍、任。

## 延伸阅读
[在维基数据编辑]
 《明史卷二百一十九》，出自《明史》